# Verdis
Verdis, službeno Slobodna Republika Verdis (eng.: Free Republic of Verdis), samoproglašena je mikronacija smještena između Hrvatske i Srbije u blizini Liberlanda na spornom komadu zemlje lokalno nazvanom Džep-3. Mikronaciju je proglasio australski aktivist Daniel Jackson 29. ožujka 2019.
Teritorij je predmet spora između Hrvatske i Srbije, privremeno pod hrvatskom kontrolom. Obje zemlje ne polažu pravo na zemlju. Hrvatska tvrdi da pripada Srbiji, ali Srbija je to odbila i tvrdi da pripada Hrvatskoj, što znači da je jedini podnositelj zahtjeva Verdis.
Reakcije mnogih političkih stranaka bile su pozitivne, a neki su zatražili i dobili državljanstvo Verdisa.

## Povezano
- Sealand
- Liberland

## Vanjske poveznice
- Službena stranica Slobodne Republike Verdis
- Službena stranica Predsjednika Republike Verdisa
- Stranica Ministarstva Kulture Verdisa
- Stranica Ministarstva Obrane Verdisa
- Stranica Ministarstva Vanjskih Poslova Verdisa
- Turizam u Slobodnoj Republici Verdis
- Građanstvo u Slobodnoj Republici Verdis